# ZXDC
O ZXDC (do inglês: Zinc finger, X-linked, duplicated family member C), é uma proteína humana de ligação ao CIITA envolvida na ativação do complexo principal de histocompatibilidade (MHC) classe I e II. Para que a ligação ocorra, o ZXDC deve formar um complexo oligomérico com outra cópia de si mesmo ou com o ZXDA, uma proteína relacionada. ZXDC é ativado por sumoilação, uma modificação pós-traducional.